# تیمیلارمادام
تیمیلارمادام (به لاتین: Thimilarmadam) یک منطقهٔ مسکونی در سری‌لانکا است که در استان شمالی (سری‌لانکا) واقع شده‌است.